# 백지원 (모델)
백지원(1990년 10월 26일 ~ )은 대한민국의 모델이다.

## 학력
- 한세대학교 신학과